# E.V.A. Media
E.V.A. Media was een televisiebedrijf opgericht door Paul de Leeuw en Van den Ende & Deitmers BV. Het bedrijf werd opgericht in september 2008 en begon in 2009 met het produceren van tv-programma's. E.V.A. is de afkorting voor 'En Vele Anderen'. Op 31 maart 2014 werd het bedrijf overgenomen door het in februari 2014 opgerichte MediaLane, eveneens onder leiding van Iris van den Ende.

## Programma's
Programma's van E.V.A. media waren onder andere:
- Mooi! Weer De Leeuw (VARA) (2009)
- De tiende van Tijl (AVRO) (2011-2014)
- Ranking the Stars (BNN) (2009-2013)
- Top of Flop (VARA) (remake 2009)
- Van der Vorst ziet sterren (RTL 4) (2009-2014)
- Waar is Elvis?! (RTL 4) (2009)
- De tafel van 5 (Net5) (2009)
- Lieve Paul (VARA) (2009)
- Zo Vader Zo Puberzoon (NCRV) (2009)
- X De Leeuw (VARA) (2010)
- De Leeuw op Zondag (VARA) (2010)
- Pauls Kadoshow (VARA) (2010)
- De Zaterdagavondshow met Marc-Marie & Beau (SBS6) (2010)
- MaDiWoDoVrijdagshow (BNN) (2010-2011)
- Roodkapje (RTL 4) (2014)

## Bekende presentatoren
- Daphne Bunskoek (september 2008 - april 2014)
- Paul de Leeuw (september 2008 - april 2014)
- Peter van der Vorst (oktober 2008 - september 2009)